# Бёрнс, Сара
Са́ра Бёрнс (англ. Sarah Burns; 26 июля 1981, Лонг-Айленд, Нью-Йорк, США) — американская актриса и комедиантка.

## Биография и карьера
Сара Бёрнс родилась 26 июля 1981 года на Лонг-Айленде (Нью-Йорк, США). Бёрнс исполняла импровизационную комедию в Upright Citizens Brigade Theatre в Нью-Йорке, штат Нью-Йорк.
Бёрнс известна своими ролями в комедийных фильмах и телесериалах. Наиболее известна по роли Кристы в телесериале HBO «Просветлённая». Всего она сыграла более чем в 55-ти фильмах и телесериалах, также занимается написанием сценариев и продюсированием фильмов.

## Избранная фильмография
| Год       |    | Русское название                        | Оригинальное название                    | Роль                 |
| --------- | -- | --------------------------------------- | ---------------------------------------- | -------------------- |
| 2009      | ф  | Люблю тебя, чувак                       | I Love You, Man                          | Хейли                |
| 2010      | ф  | Двойной КОПец                           | Cop Out                                  | Посетительница морга |
| 2010      | ф  | На расстоянии любви                     | Going the Distance                       | Харпер               |
| 2010      | ф  | Жизнь, как она есть                     | Life as We Know It                       | Джанин Грофф         |
| 2011—2013 | с  | Просветлённая                           | Enlightened                              | Криста Джейкобс      |
| 2013      | с  | Бен и Кейт                              | Ben and Kate                             | Стефани              |
| 2013      | с  | Новая норма                             | The New Normal                           | Меган                |
| 2013      | ф  | Довольно слов                           | Enough Said                              | Туристка №1          |
| 2013      | с  | Проект Минди                            | The Mindy Project                        | Минди                |
| 2015      | с  | Новенькая                               | New Girl                                 | Деб                  |
| 2015      | с  | В браке                                 | Married                                  | Эбби                 |
| 2015      | с  | Как избежать наказания за убийство      | How to Get Away with Murder              | Эмили Синклер        |
| 2017      | мс | Большая маленькая ложь                  | Big Little Lies                          | Габриэль             |
| 2017      | ф  | Наваждение                              | Unforgettable                            | Сара                 |
| 2017      | с  | Жаркое американское лето: 10 лет спустя | Wet Hot American Summer: Ten Years Later | Клэр                 |
| 2017      | с  | Просто нет слов                         | Speechless                               | Марси                |
| 2018      | с  | Я, опять я и снова я                    | Me, Myself and I                         | Лиза                 |
| 2018      | с  | Американский вандал                     | American Vandal                          | Анджела Монтгомери   |
| 2019      | с  | Барри                                   | Barry                                    | детектив Мэй         |